# Houlbjerg Kirke
Houlbjerg Kirke er en kirke i Houlbjerg Sogn i Favrskov Kommune, tidligere Langå Kommune.

## Eksterne kilder og henvisninger
- Kirkens beskrivelse i Trap – Kongeriget Danmark, 3. Udgave 4. Bind, s.  hos Projekt Runeberg
- Houlbjerg Kirke hos KortTilKirken.dk

- Wikimedia Commons har flere filer relateret til Houlbjerg Kirke